# No More Tears
Pour les articles homonymes, voir No More Tears (Enough Is Enough).
Albums de Ozzy Osbourne
Just Say Ozzy
(1990) Live and Loud
(1995)
Singles
1. No More Tears
Sortie : décembre 1991
2. Mama, I'm Coming Home
Sortie : mars 1992
3. Road to Nowhere
Sortie : juin 1992
4. Mr. Tinkertrain
Sortie : septembre 1992
5. Time after Time
Sortie : novembre 1992

No More Tears est le sixième album studio d'Ozzy Osbourne. Il est sorti le 17 septembre 1991 sous l'étiquette Epic Records et a été produit par Duane Baron et John Purdell. Cet album devait être le dernier album studio avant qu'Ozzy Osbourne ne se retire pour pouvoir passer plus de temps avec sa famille. Il est considéré par les fans du Prince des ténèbres comme le chef-d'œuvre de sa discographie solo.

## Historique
Cet album fut enregistré en 1991 dans les studios  A&M & Devonshire à Los Angeles en Californie. Après le départ de Bob Daisley et l'arrivée de Geezer Butler en 1989 pour la tournée de promotion de l'album No Rest for the Wicked, nouveau changement de bassiste et retour de ...Bob Daisley pour l'enregistrement de toutes les parties de basse de No More Tears. Uniquement pour l'enregistrement d'ailleurs parce que Daisley sera remplacé par Mike Inez dans la foulée. Inez ne participa pas à l'enregistrement mais sa photo sera présente dans le livret de l'album et il sera crédité sur le titre qui donna le nom de l'album. Il participa aussi à la tournée de promotion de l'album avant de rejoindre Alice In Chains.
Lemmy Kilmister, bassiste, chanteur et leader de Motörhead participe à l'écriture de quatre titres. 
No More Tears atteint la 7e place au Billboard 200 américain et y reste classé 86 semaines. Il sera certifié quadruple album de platine aux États-Unis, double album de platine au Canada et disque d'or en Australie
Il sera suivi du "No More Tears Tour" pendant lequel sera enregistré le matériel qui figure sur l'album Live & Loud (1993). Cette tournée était censée être la dernière de la carrière d'Ozzy mais après trois années passées à la "retraite", ce dernier revient sur sa décision.

## Liste des titres
1. Mr.Tinkertrain (Ozzy Osbourne / Zakk Wylde / Randy Castillo) - 5:55
2. I Don't Want to Change the World (Osbourne / Wylde / Castillo / Lemmy Kilmister) - 4:04
3. Mama, I'm Coming Home (Osbourne / Wylde / Kilmister) - 4:11
4. Desire (Osbourne / Wylde / Castillo / Kilmister) - 5:45
5. No More Tears (Osbourne / Wylde / Castillo / Mike Inez / John Purdell) - 7:23
6. S.I.N. (Osbourne / Wylde / Castillo) - 4:46
7. Hellraiser (Osbourne / Wylde / Kilmister) - 4:51
8. Time After Time (Osbourne / Wylde) - 4:20
9. Zombie Stomp (Osbourne / Wylde / Castillo) - 6:13
10. A.V.H. (Osbourne / Wylde / Castillo) - 4:12
11. Road to Nowhere (Osbourne / Wylde / Castillo) - 5:09
Pistes bonus de l'édition 2002 :
12. Don't Blame Me (Osbourne / Wylde / Castillo) - 5:06
13. Party with the Animals (Osbourne / Wylde / Castillo) - 4:17

## Musiciens
- Ozzy Osbourne : chant
- Zakk Wylde : guitare
- Bob Daisley : basse
- Mike Inez : Inspiration & direction musicale (n'a pas joué sur l'album)
- Randy Castillo : batterie, percussions
- John Sinclair : claviers